# Parafia Wniebowzięcia Najświętszej Maryi Panny w Świerzawie
Parafia pw. Wniebowzięcia Najświętszej Maryi Panny w Świerzawie – parafia rzymskokatolicka w dekanacie Złotoryja w diecezji legnickiej. Obsługiwana przez księży diecezjalnych. 
Kościół parafialny powstawał etapami od 1381 r. do I poł. XV w. Mieści się przy Placu Najświętszej Marii Panny.

## Proboszczowie
- ks. Piotr Smoliński (do 2015)[2]
- ks. Józef Wojtaszek(2015-2018)[2]
- ks. Janusz Kozyra (2018–2022)
- ks. dr Piotr Karpiński (od 2022)